# Ons' Lieve Heer op Solder
Ons' Lieve Heer op Solder (en français : Notre-Seigneur au grenier) est une église située dans des maisons particulières du XVIIe siècle situées au centre d'Amsterdam, sur Oudezijds Voorburgwal. Elle fut construite dans les trois derniers niveaux de ces maisons en 1661-1663 et constitue un exemple de schuilkerk (église clandestine, à l'époque où le culte catholique était interdit aux Provinces-Unies puis tolérée sous réserve d'absence de publicité). Depuis le 28 avril 1888, l'église est devenue un musée, en complète rénovation entre 2011 et 2013. 

## Une église clandestine dans une maison bourgeoise

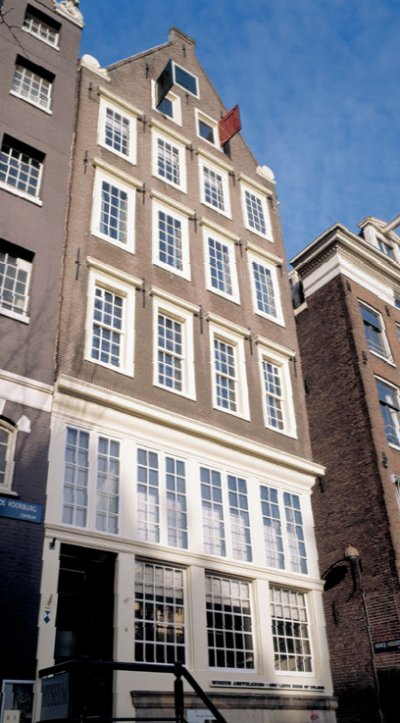
Vue extérieure de l'église cachée

La maison se trouve sur Oudezijds Voorburgwal (au numéro 40), l'un des plus anciens canaux d'Amsterdam, creusé au XIVe siècle. Elle est bâtie en 1630.
Entre 1661 et 1663, Hartman entreprend d'importants travaux.

## Le musée
À l'ouverture de la gigantesque église Saint-Nicolas d'Amsterdam, Ons' Lieve Heer op Solder n'a plus d'utilité.
Un groupe de personnes souhaite cependant la conserver comme témoignage de la vie catholique à Amsterdam. Le 28 avril 1888, la maison ouvre donc ses portes en tant que musée - le plus ancien d'Amsterdam après le Rijksmuseum - sous le nom de « Roomsch Katholiek Museum » (Musée catholique romain).
Il s'appelle désormais Museum Amstelkring et est visité par 85 000 personnes par an.
La volonté de l'adapter aux pratiques actuelles de visite et surtout de conserver les parties anciennes a conduit à une grande restauration en 2011-2013. L'ensemble des éléments est restauré après études : l'église retrouve notamment la couleur vieux-rose qui était la sienne au XIXe siècle.

À la réouverture, les visiteurs entreront par une maison voisine, située de l'autre côté de la ruelle Heintje Hoekssteeg, où se trouveront les espaces d'accueil et éducatifs. Un souterrain amènera à la maison elle-même, débarrassée des espaces administratifs.

Vues et détails du bâtiment
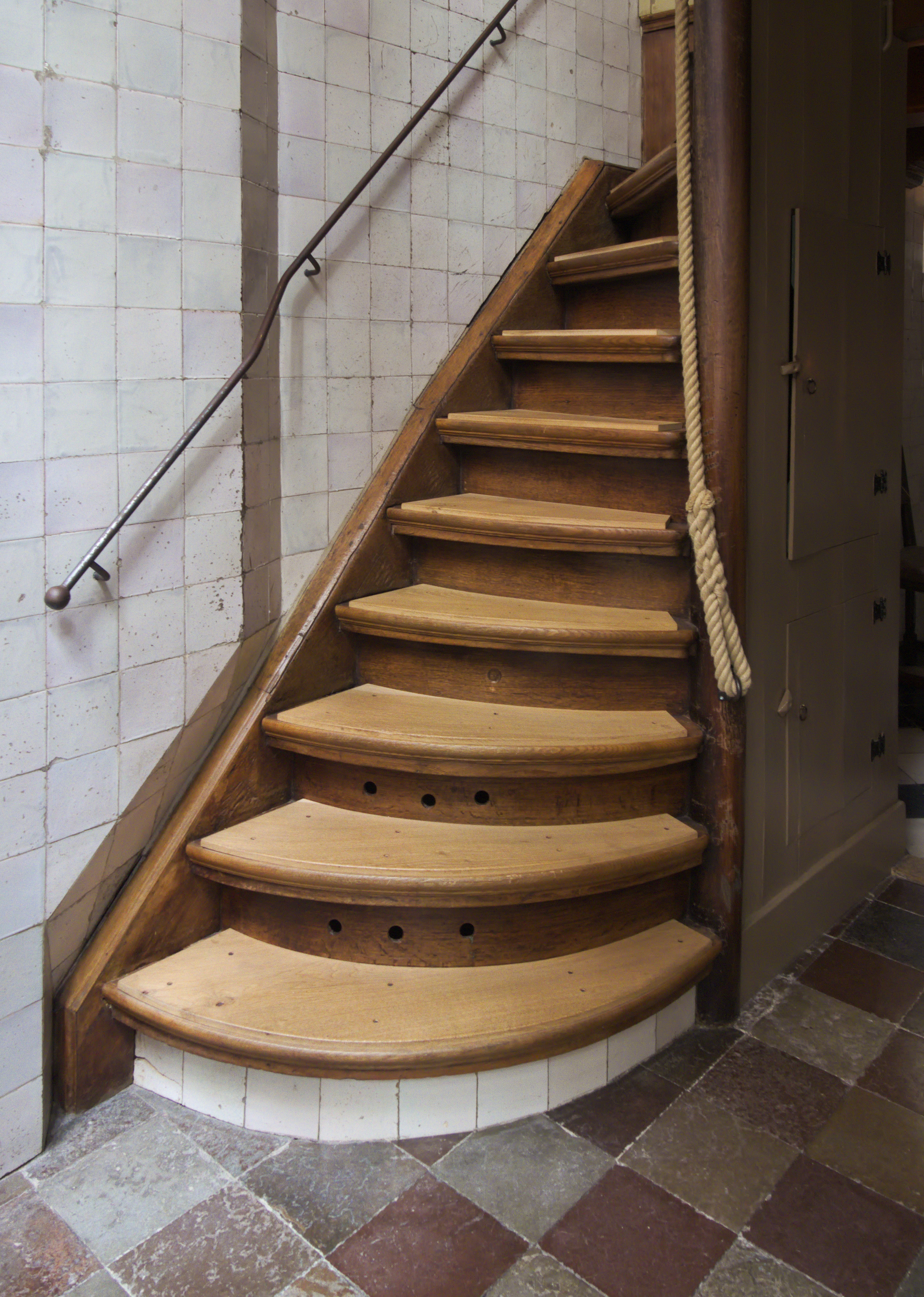
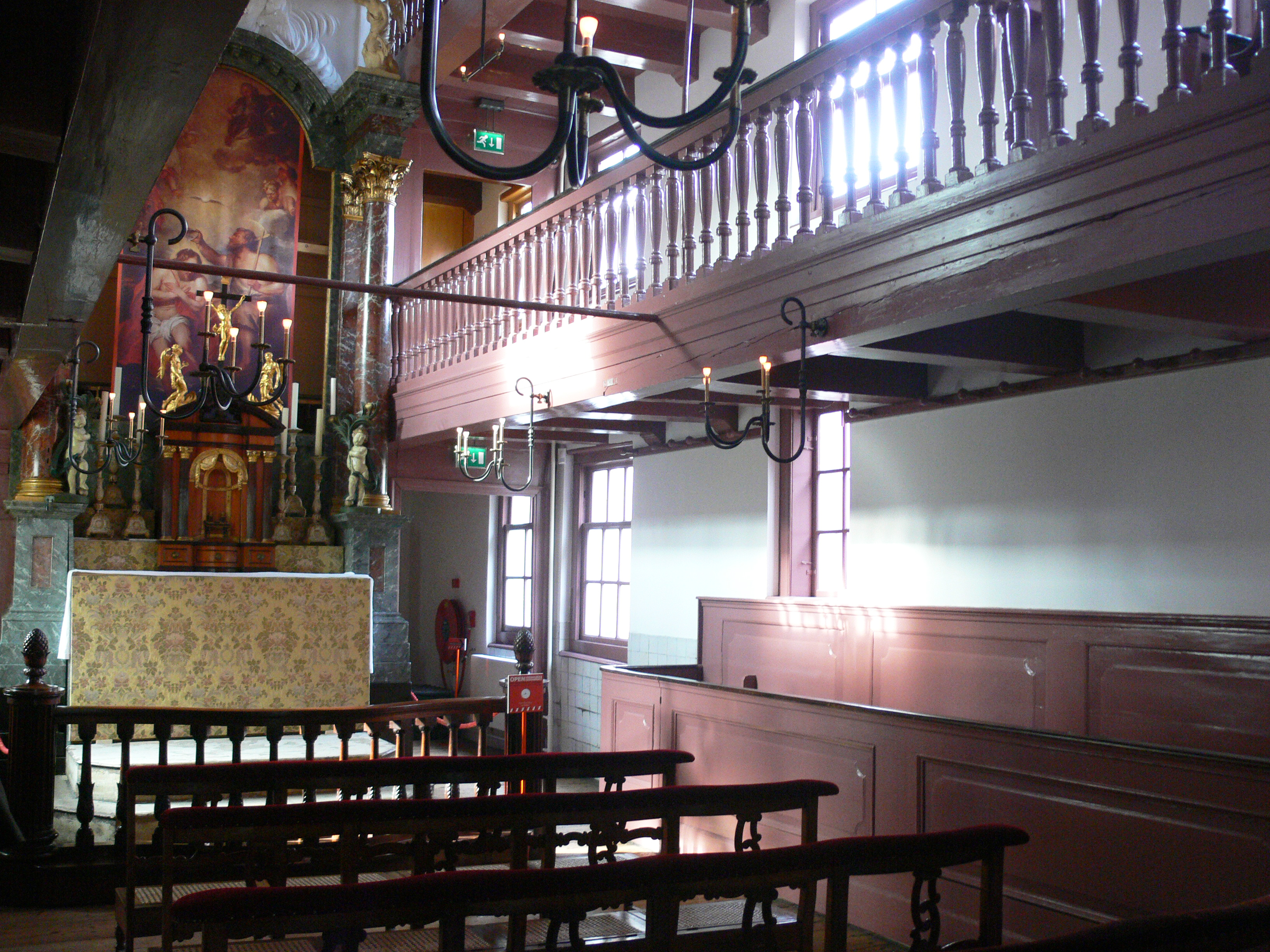
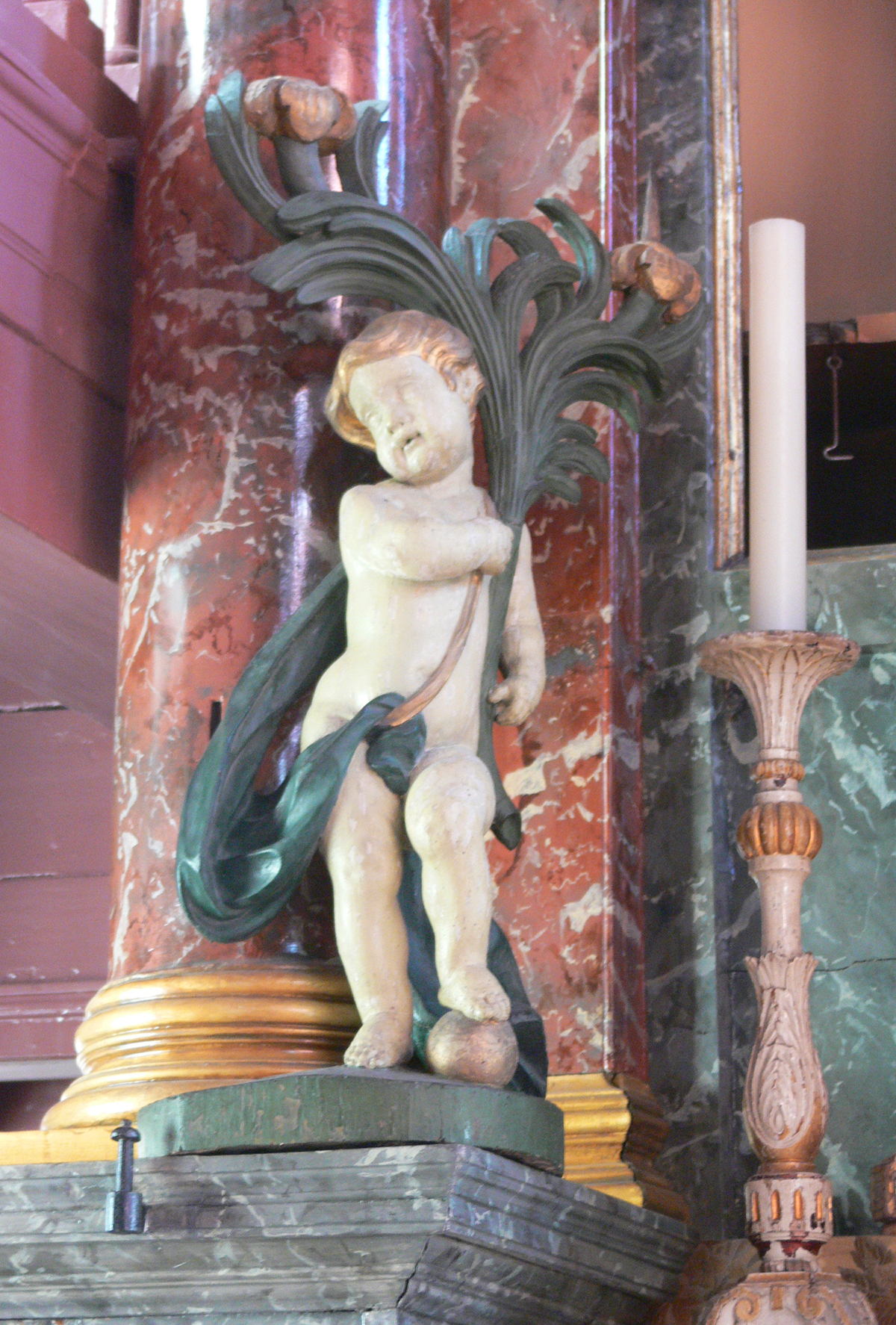
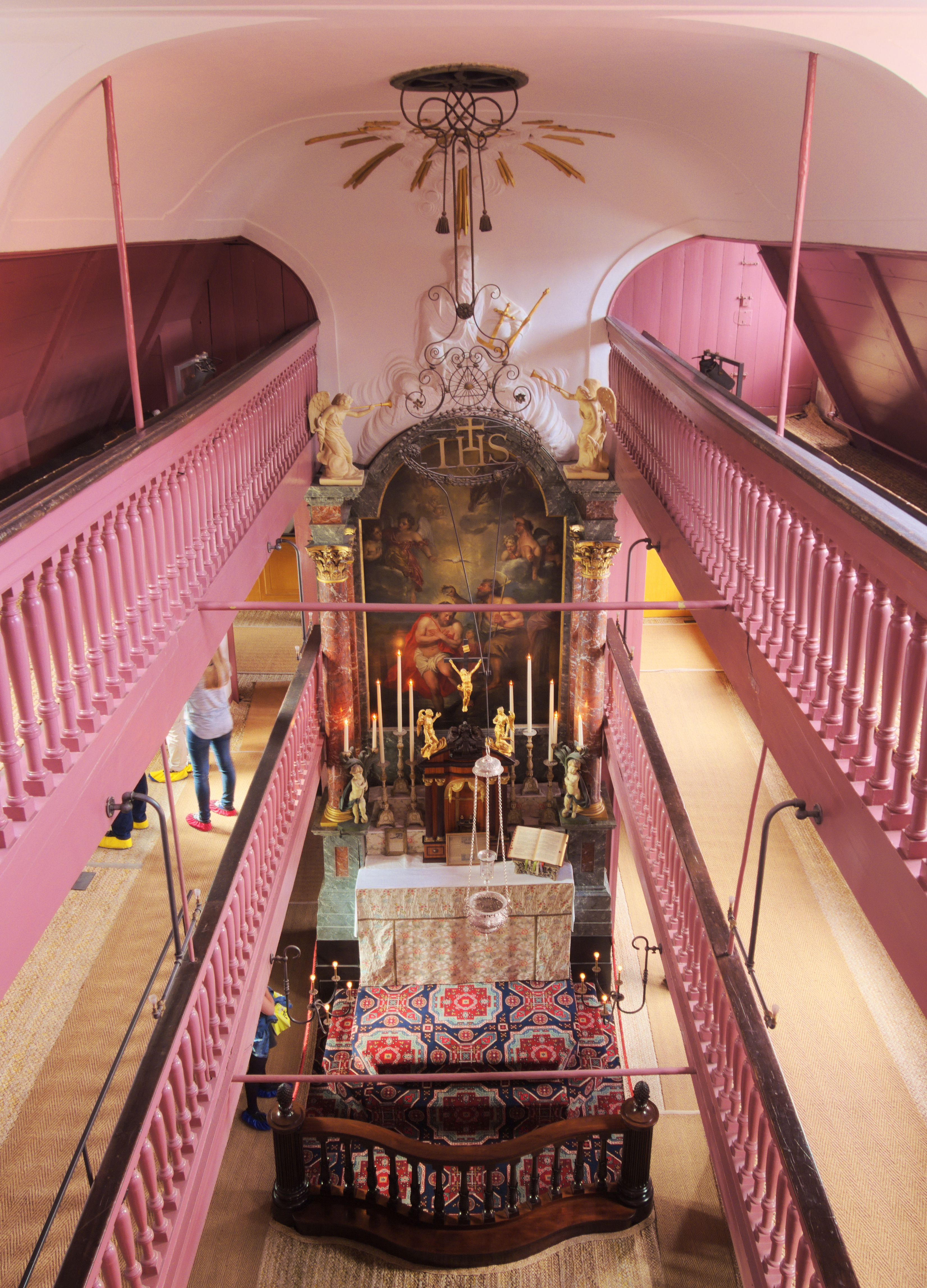
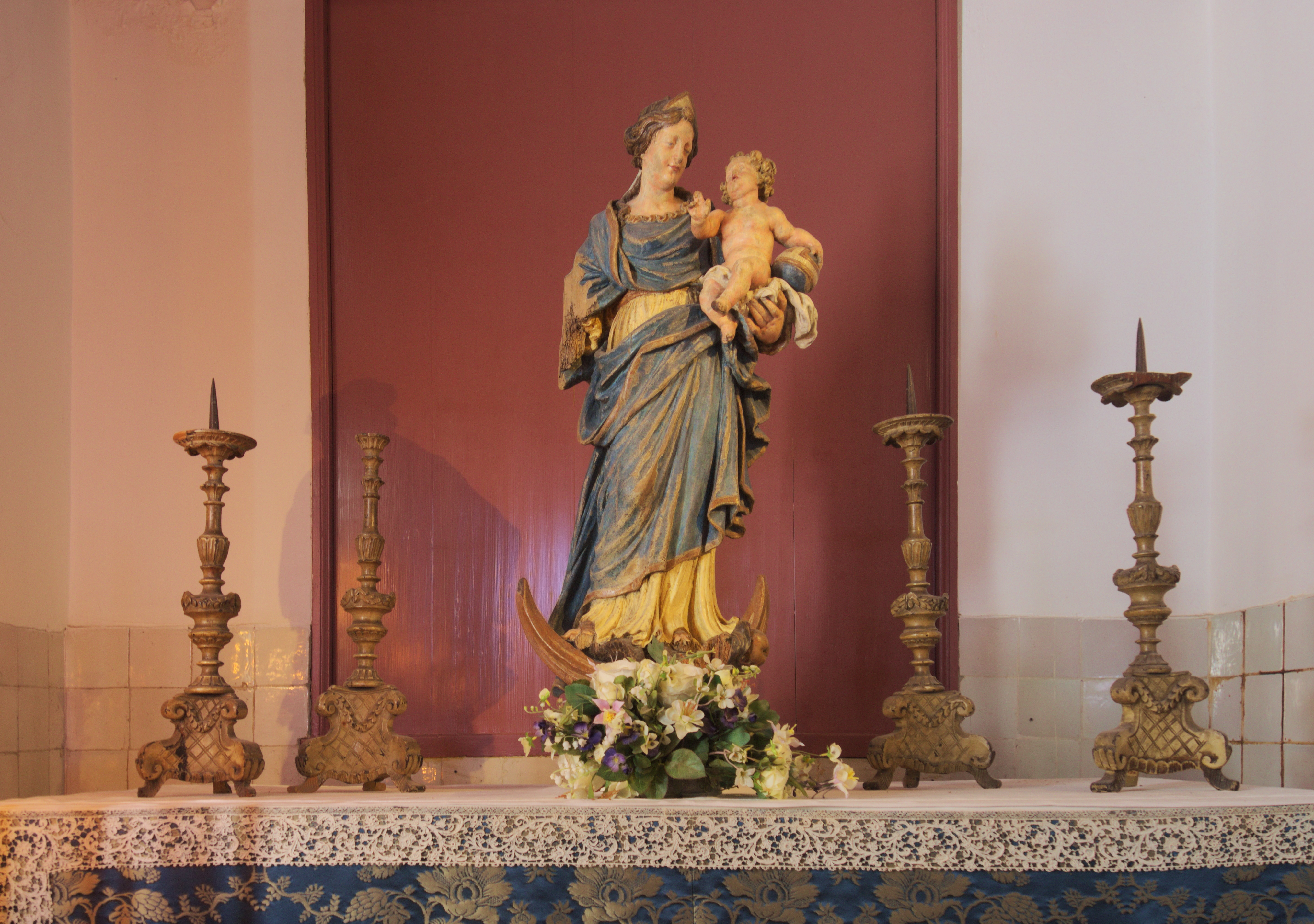
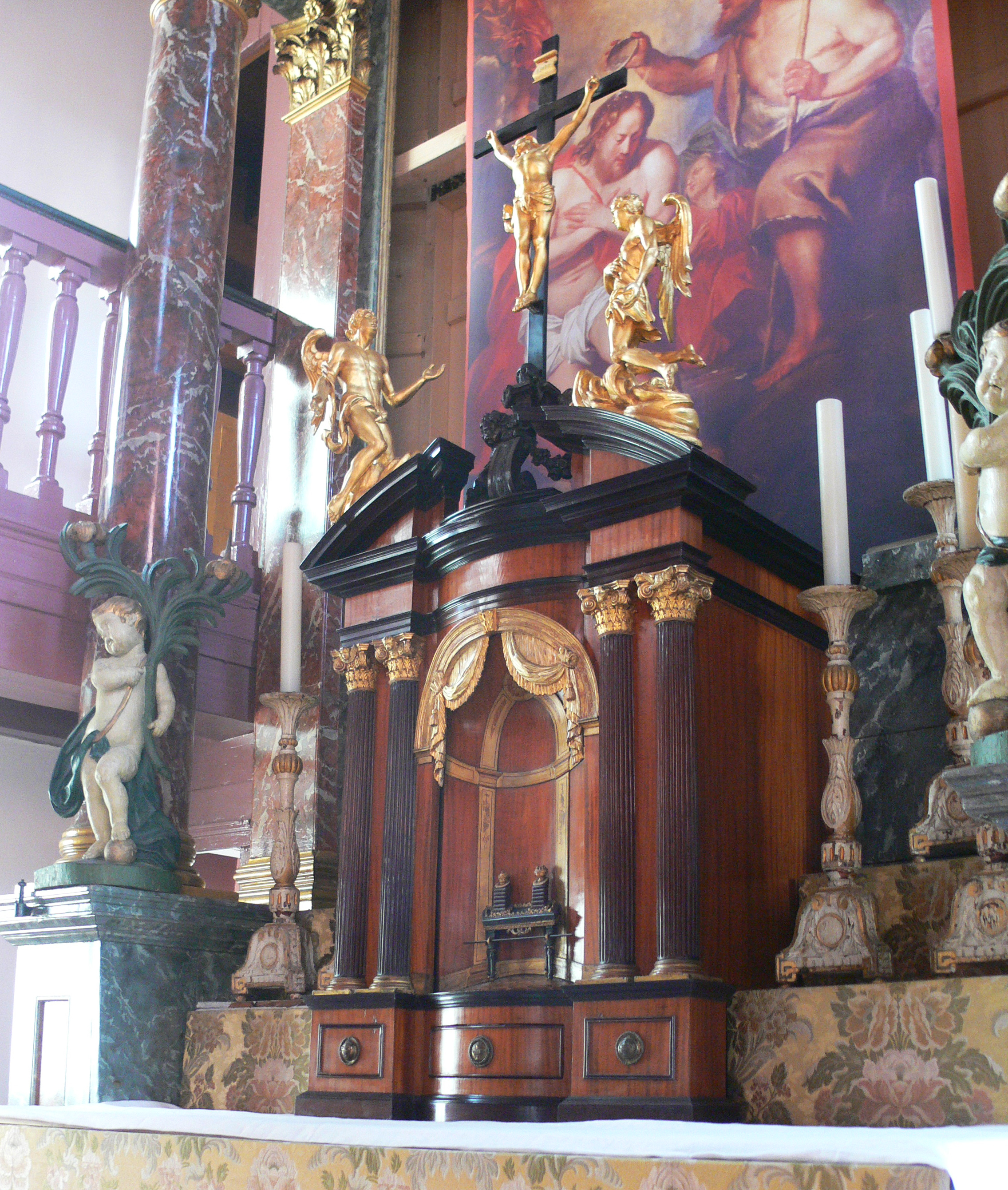
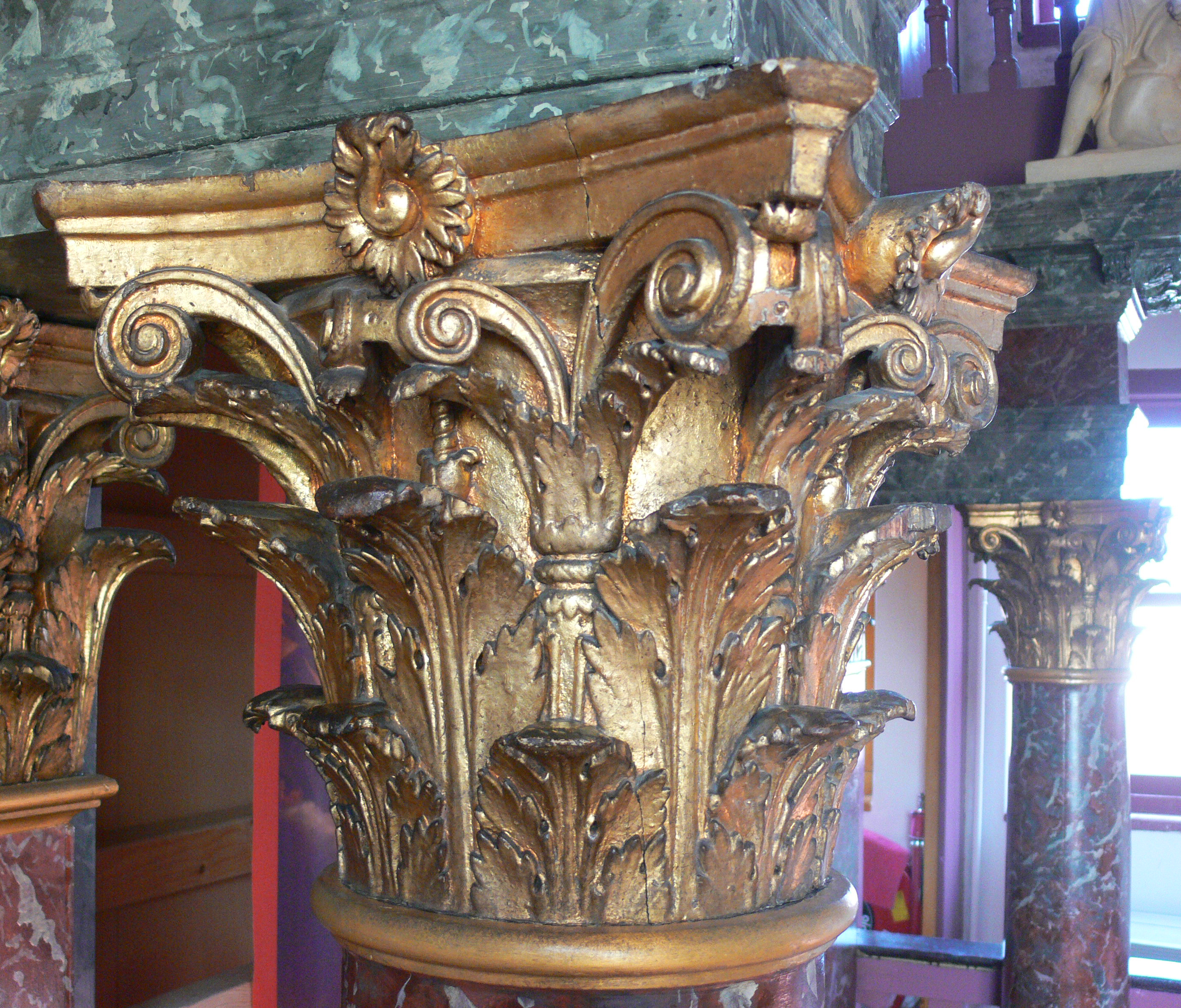
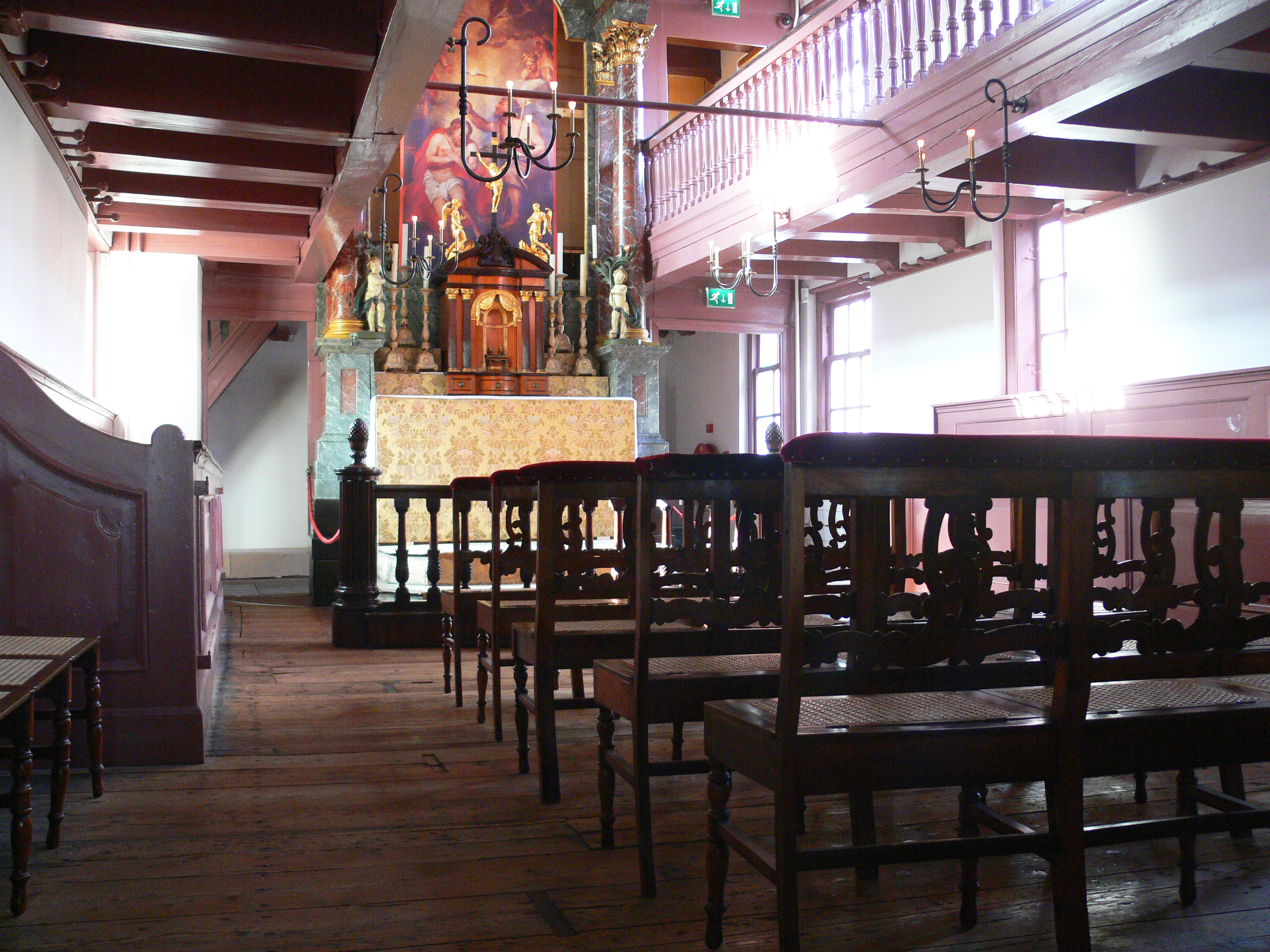
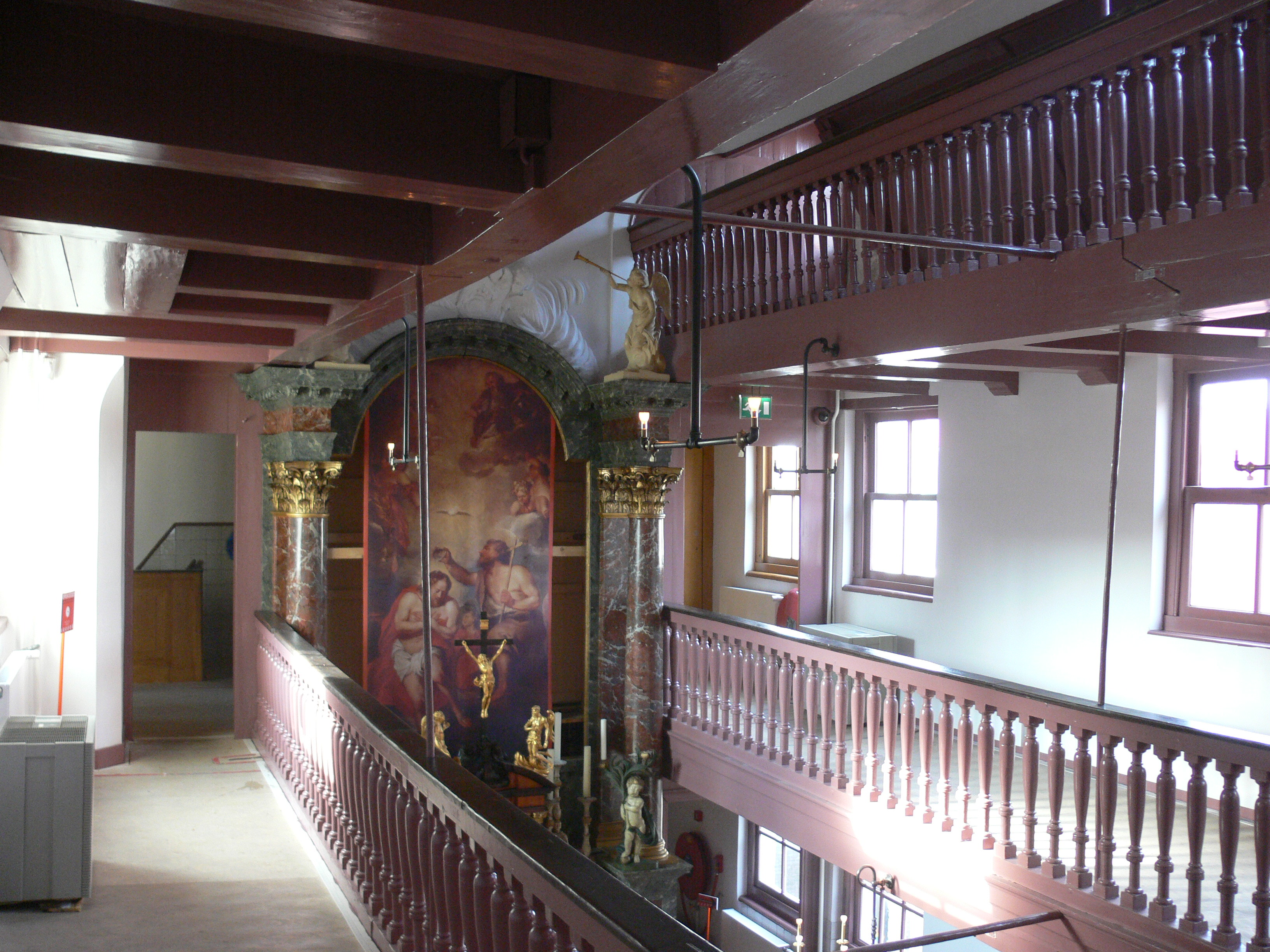
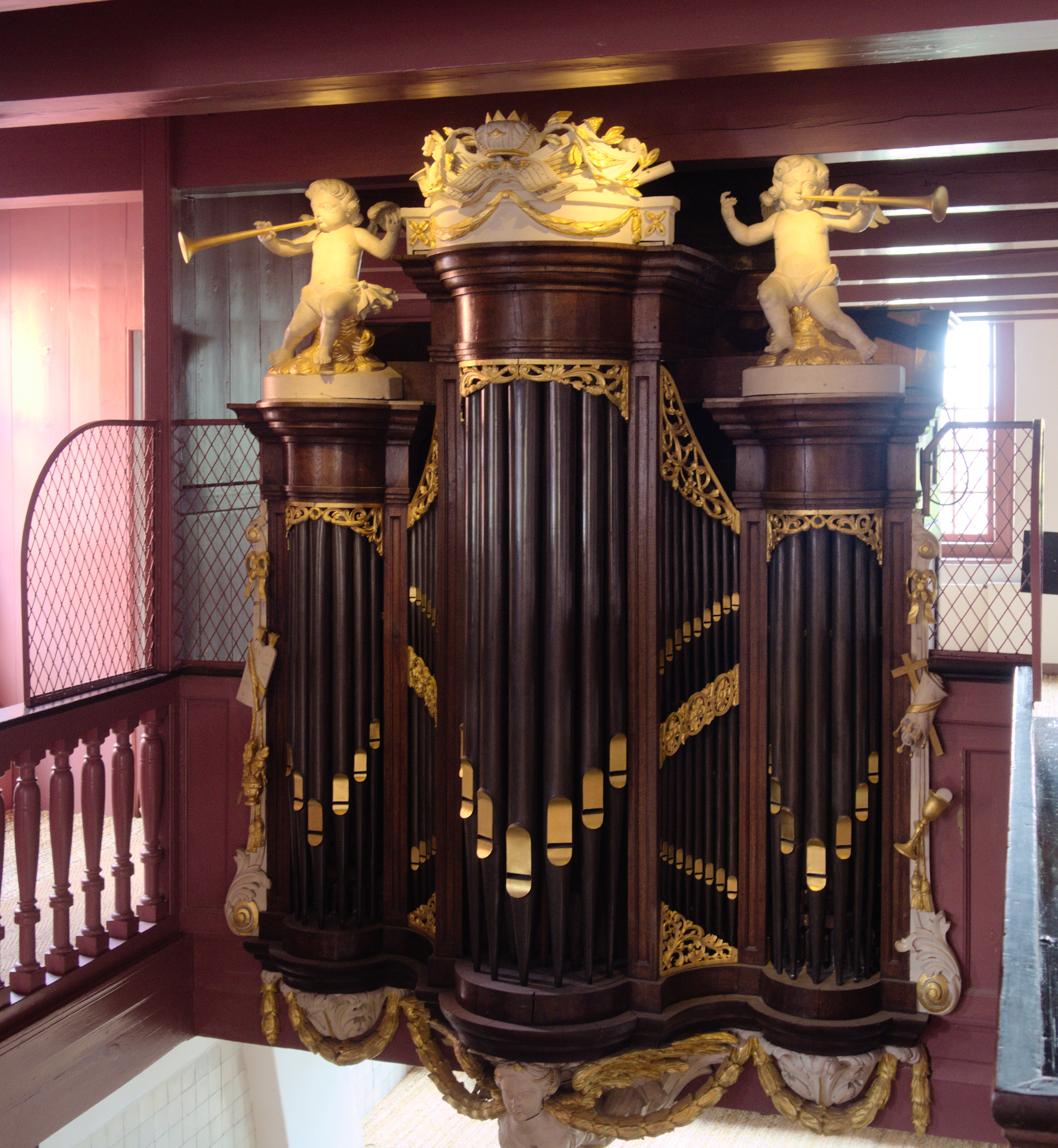
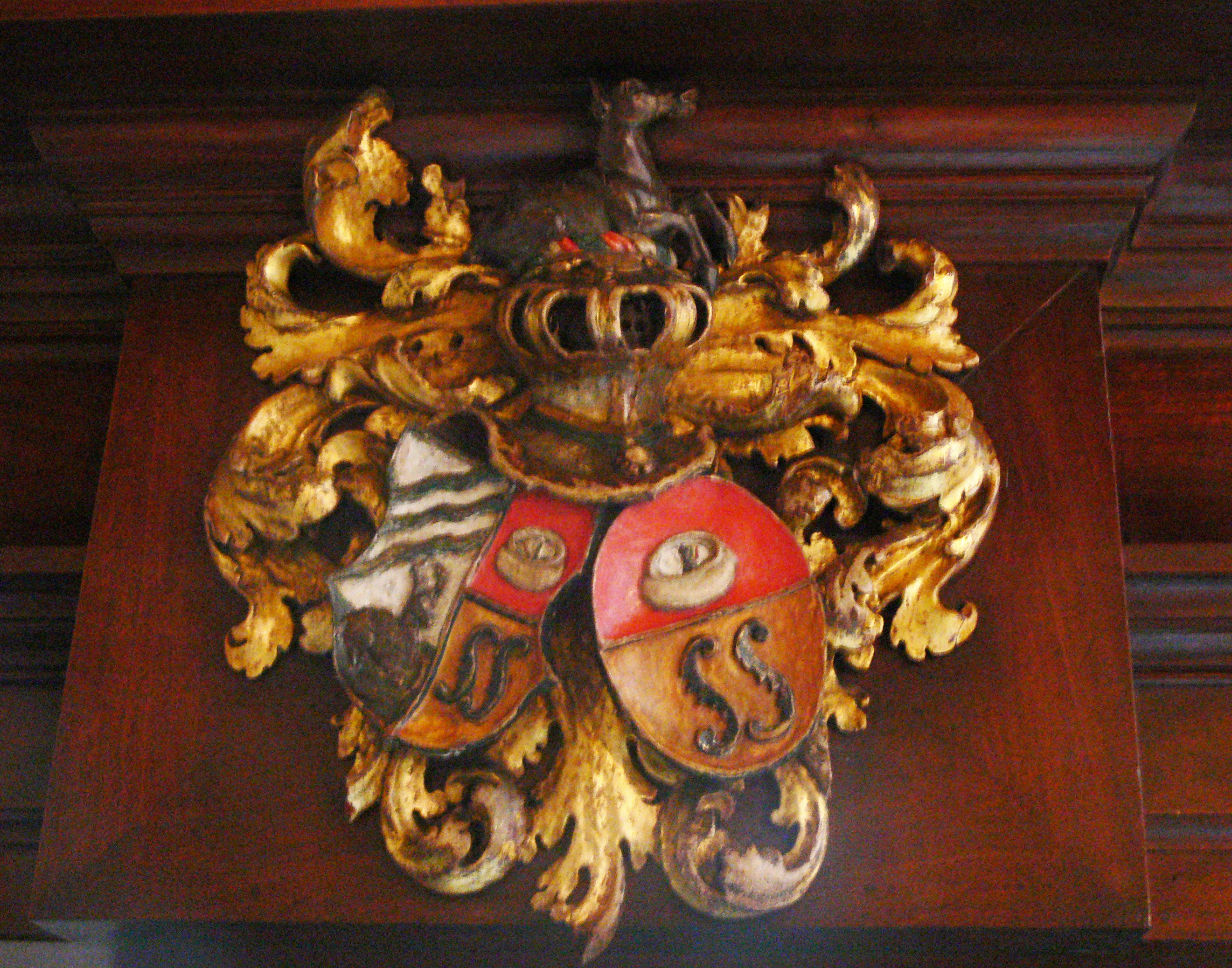
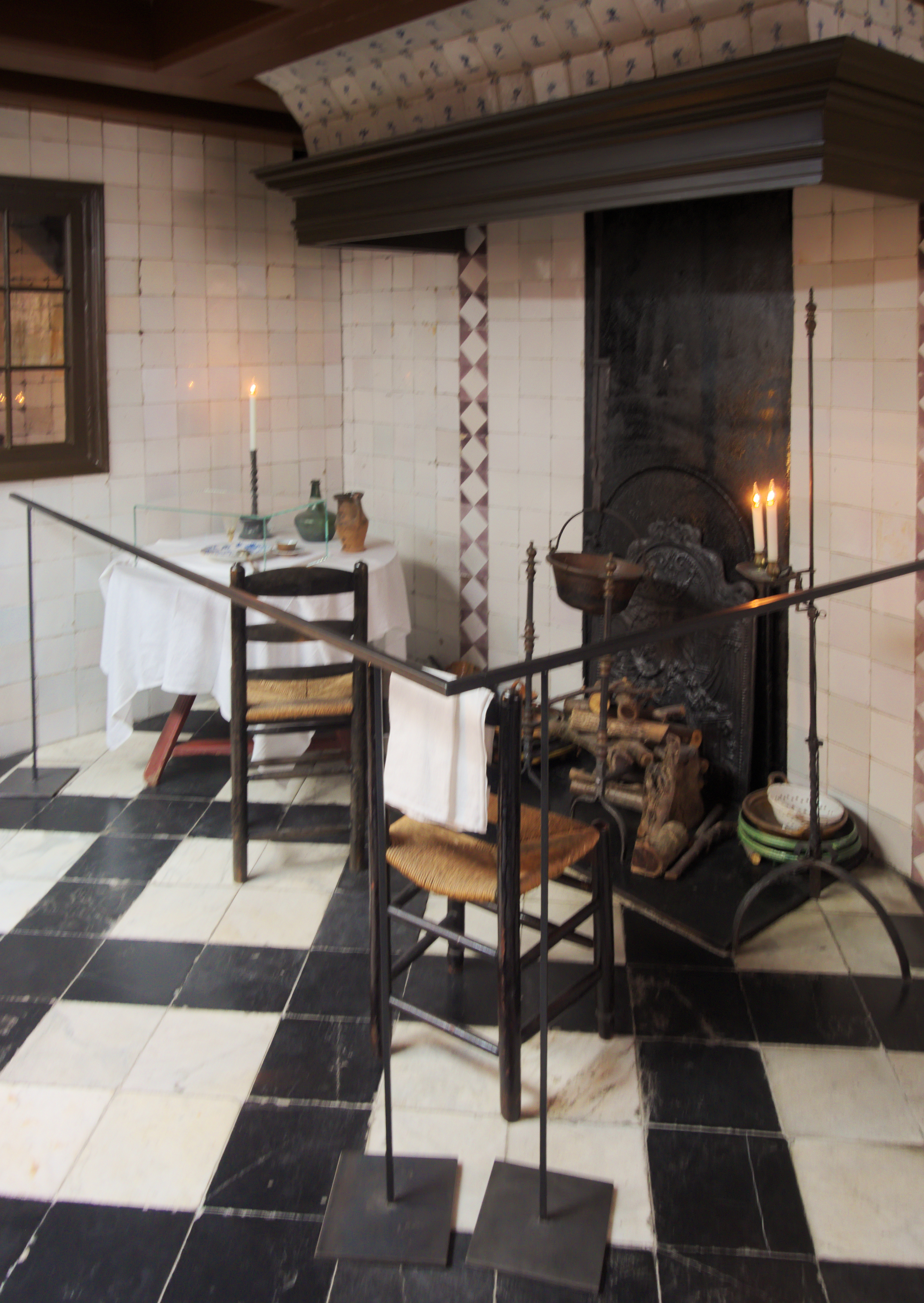
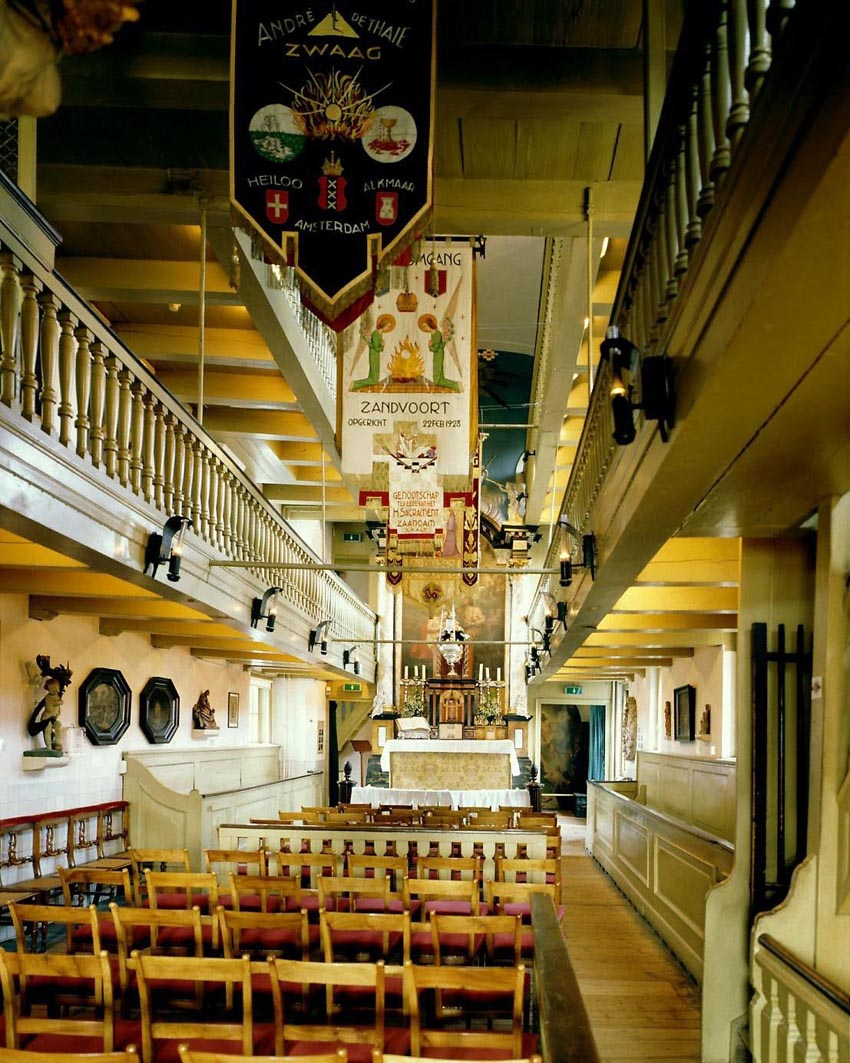

## Dans la littérature
Dans la Chute d’Albert Camus (1956), le narrateur fait brièvement référence à Onze-Lieve-Heer op Zolder, mais s’empresse de l’intégrer dans la problématique philosophique générale du livre :

« Tenez, à quelques rues d’ici, il y a un musée qui s’appelle “Notre-Seigneur au grenier”. À l’époque, ils avaient placé leurs catacombes sous les combles. Que voulez-vous, les caves, ici, sont inondées. Mais aujourd’hui rassurez-vous, leur seigneur n’est plus ni au grenier, ni à la cave. Ils l’ont juché sur un tribunal, au secret de leur cœur, et ils cognent, ils jugent surtout, ils jugent en son nom. »